# واگیونگکی (استان سلیزیا سفلی)
واگیونگکی (به لاتین: Łagiewniki) یک روستا در لهستان است که در گمینا واگیونگکی واقع شده‌است. واگیونگکی ۲٬۹۰۰ نفر جمعیت دارد.